# Drosophila kepulauana
Drosophila kepulauana är en tvåvingeart som beskrevs av Wheeler 1969.

## Taxonomi och släktskap
Drosophila kepulauana ingår i artgruppen Drosophila immigrans och artundergruppen Drosophila nasuta.

## Utbredning
Artens utbredningsområde är Borneo och Filippinerna.